# Установка каталітичного крекінгу в Рабіг
Установка каталітичного крекінгу в Рабіг – складова нафтопереробного та нафтохімічного комплексу, розташованого в районі червономорського портового міста Рабіг.
У 2009 році компаіня Rabigh Refining and Petrochemical Company (Petro Rabigh, спільне підприємство Saudi Aramco та японського концерну Sumitomo) ввела в експлуатацію потужний завод, розрахований на переробку 18 млн тонн нафти на рік. В його складі наявна установка каталітичного крекінгу у псевдозрідженому шарі, розрахована на споживання 92 тисяч барелів на добу з випуском 56 тисяч барелів моторного пального. Вона споруджена за технологією HOFCC (High olefin fluidized catalytic cracking unit), котра дозволяє одночасно продукувати 900 тисяч тонн пропілену. Останній необхідний для двох ліній полімеризації у поліпропілен (загальна потужність 700 тисяч тонн) та виробництва оксиду пропілену (200 тисяч тонн).
Можливо також відзначити, що у складі комплексу діє установка парового крекінгу, частина продукції якої з другої половини 2010-х спрямовується на отримання пропілену шляхом метатези олефінів.